# Katie Beardsley
Katie Beardsley (1982) è un'ex sciatrice alpina statunitense.

## Biografia
Attiva in gare FIS dal dicembre del 1997, in Nor-Am Cup la Beardsley esordì il 22 novembre 1999 a Breckenridge in slalom gigante (51ª), ottenne l'unico podio il 20 febbraio 2004 a Big Mountain in supergigante (3ª) e prese per l'ultima volta il via il 24 febbraio successivo nella medesima località in discesa libera, senza completare la prova. Si ritirò al termine della stagione 2008-2009 e la sua ultima gara fu uno slalom gigante FIS disputato il 4 aprile a Vail, chiuso dalla Beardsley al 64º posto; in carriera non debuttò in Coppa del Mondo né prese parte a rassegne olimpiche o iridate.

## Palmarès

### Nor-Am Cup
- Miglior piazzamento in classifica generale: 28ª nel 2003
- 1 podio:
  - 1 terzo posto